# Cáo đảo
Cáo đảo (Danh pháp hai phần: Urocyon littoralis) là một loài cáo nhỏ có mặt tại 6 trong 8 hòn đảo của quần đảo Channel và các vùng bờ biển lân cận California. Có 6 phân loài của cáo đảo, và mỗi phân loài sống trên một hòn đảo, phản ánh lịch sử tiến hóa của nó tại đây. Cáo đảo còn được biết đến với tên gọi khác như cáo bờ biển, cáo đuôi ngắn, cáo xám đảo, cáo quần đảo Channel, cáo xám quần đảo Channel, cáo đảo California.
Cáo đảo thuộc chi Urocyon, cùng chi với loài cáo xám đại lục. Kích thước của chúng nhỏ do việc bị teo nhỏ bởi hạn chế về môi trường sinh sống, phạm vi sinh sống bị cô lập nên không có khả năng miễn dịch nên dễ bị các ký sinh trùng và các bệnh truyền nhiễm từ đất liền làm tổn thương, nhất là các bệnh từ chó nhà. Ngoài ra, tác động của con người tới tự nhiên của quần đảo Channel trong những năm thập niên 1990, cùng với việc chúng bị một số loài động vật săn mồi ăn thịt như đại bàng vàng khiến số lượng loài bị suy giảm nhanh chóng. Tại 4 hòn đảo cũng là 4 phân loài cáo được pháp luật liên bang bảo vệ như là các loài nguy cấp vào năm 2004, cùng với đó là những nỗ lực nhằm gây dựng lại quần thể cáo và phục hồi hệ sinh thái của quần đảo Channel. Hiện nay, các máy phát sóng radio được gắn với mỗi con cáo để theo dõi và xác định vị trí của chúng, và cho tới nay công việc này được cho là thành công.
Có 6 phân loài cáo đảo, mỗi loài có nguồn gốc tại một hòn đảo, phát triển độc lập với các phân loài khác, bao gồm:
- Urocyon littoralis littoralis trên đảo San Miguel,
- Urocyon littoralis santarosae trên đảo Santa Rosa,
- Urocyon littoralis santacruzae trên đảo Santa Cruz,
- Urocyon littoralis dickeyi trên đảo San Nicolas,
- Urocyon littoralis catalinae trên đảo Santa Catalina và
- Urocyon littoralis clementae trên đảo San Clemente.

Mỗi loài có di truyền và kiểu hình riêng biệt, ví dụ như ở đốt sống đuôi.
Kích thước nhỏ của cáo đảo là một sự thích nghi với nguồn lực hạn chế và môi trường tại các đảo. Cáo đảo được cho là đã tồn tại tại các đảo phía Bắc từ giữa 10.400 tới 16.000 năm trước đây. Ban đầu, chúng có mặt trên 3 hòn đảo phía Bắc, đến thời kỳ băng hà, khi nước biển hạ xuống thấp tới mức 4 hòn đảo phía Bắc tạo thành một hòn đảo lớn (ở Santa Rosae) và khoảng cách giữa đảo và đất liền bị rút ngắn, có khả năng là người bản địa đã mang chúng đến các đảo phía nam của quần đảo, như là vật nuôi hay chó săn.
Dựa trên các mẫu hóa thạch và di truyền từ tổ tiên chung với loài cáo xám, phân loài cáo đảo ở các đảo phía bắc có thể là phân loài có kích thước lớn hơn, trong khi phân loài tại các đảo San Clemente có mặt trên đảo cách đây 3.400-4.300 năm, và đảo San Nicolas tồn tại như là một nhóm độc lập cách đây khoảng 2.200 năm. Tại đảo Santa Catalina, cáo đảo có khả năng là phân loài phát triển gần đây nhất với chỉ khoảng 800-3.800 năm. Không có phân loài nào tồn tại trên đảo Anacapa vì nó gần như là không tồn tại nguồn nước ngọt, còn đảo Santa Barbara là quá nhỏ để cung cấp nguồn thức ăn lâu dài cho chúng.

## Mô tả
Chúng là loài nhỏ hơn so với cáo xám và có lẽ cáo đảo là loài cáo nhỏ nhất ở Bắc Mỹ, một con cáo đảo có kích thước trung bình còn nhỏ hơn đáng kể so với loài cáo chạy nhanh hay cáo Kit. Cáo đảo có chiều dài cơ thể là 48–50 cm (18-20 inch), chiều cao từ 12–15 cm (4-6 inch), và đuôi có chiều dài là 11–29 cm (4-11 inch), ngắn hơn cả đuôi của cáo xám có chiều dài từ 27–44 cm (10-17 inch). Điều này thực tế là do cáo đảo thường có hai đốt sống đuôi, ít hơn so với cáo xám. Khối lượng của chúng chỉ từ 1 đến 2,8 kg (2,2 và 6,2 lb). Con đực có khối lượng thường lớn hơn so với con cái. Phân loài lớn nhất là tại đảo Santa Catalina và nhỏ nhất là ở đảo Santa Cruz.
Cáo đảo có lông màu xám ở phần đầu, một màu đỏ hồng trên mặt, lông trắng ở dưới bụng, cổ họng và nửa dưới của phần mặt, và một sọc đen trên lưng và đuôi. Cáo đảo mỗi năm thay lông một lần vào giữa tháng 8 và tháng 11. Trước khi thay lông, thì con non có bộ lông thường sẫm màu hơn so với con trưởng thành.

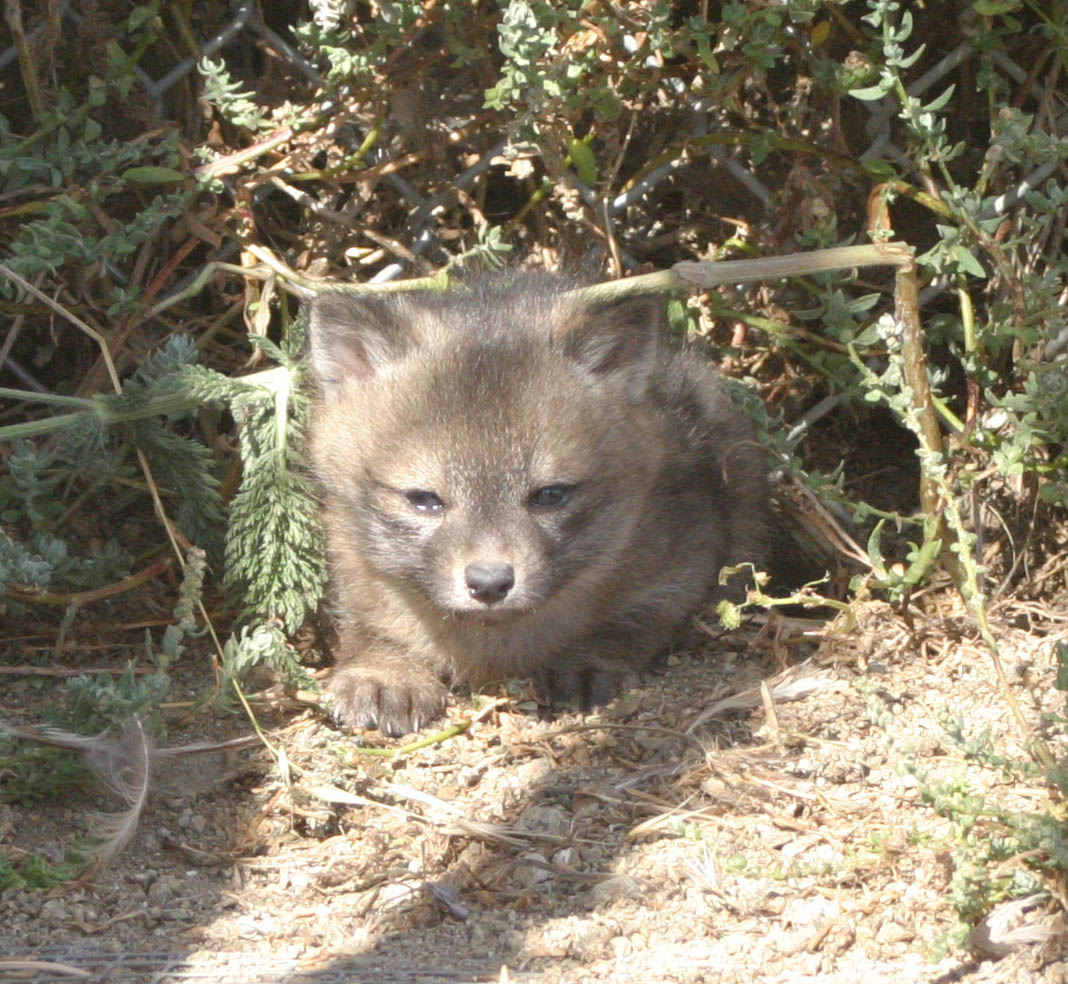
Một con cáo nép mình trong bui cây

Cáo đảo sống thành từng cặp vợ chồng vào mùa sinh sản của chúng bắt đầu vào tháng giêng và qua mùa sinh sản, tới cuối tháng 2 đến đầu tháng 3. Thời kỳ mang thai là 50-63 ngày. Con cái sinh đẻ trong một cái hang, một lứa thường có 1-5 con non, với trung bình là từ 2 tới ba con. Con non được sinh ra vào mùa xuân và ló ra khỏi hang vào đầu mùa hè, sống với mẹ chúng trong 7-9 tuần. Chúng đạt độ tuổi sinh sản khi được 10 tháng tuổi, và con cái thường sinh sản ngay trong năm đầu tiên. Cáo đảo có tuổi thọ từ 4-6 năm trong tự nhiên và có thể sống tới 8 năm trong tình trạng nuôi nhốt.

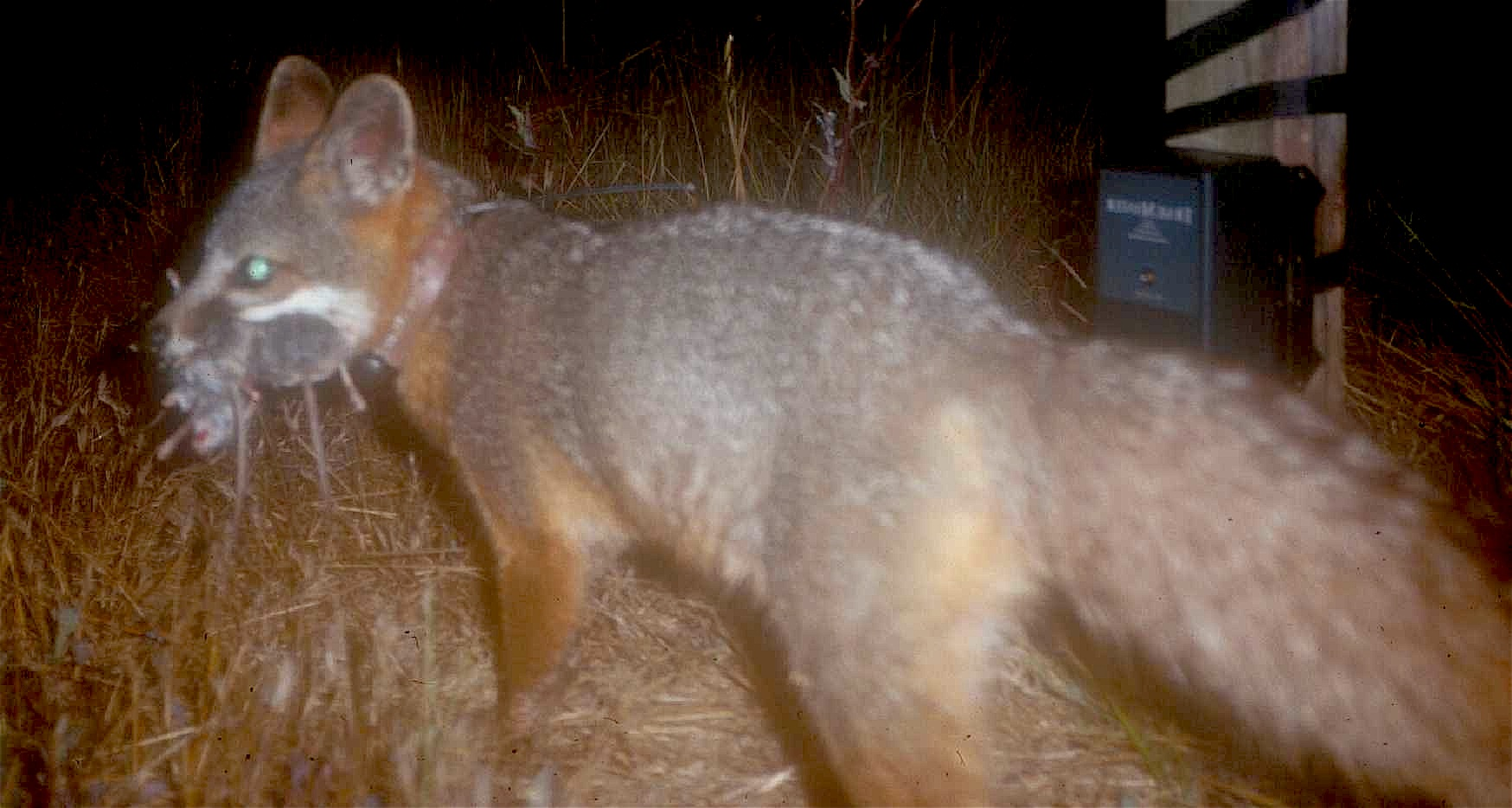
Hình ảnh chụp vào ban đêm.

Môi trường sống ưa thích của cáo đảo là thảm thực vật kết hợp với mật độ cao cây thân gỗ và cây bụi. Chúng sống ở tất cả các đảo có quần xã sinh vật có rừng ôn đới, ôn đới đồng cỏ và vùng cây bụi, không có hòn đảo nào có hơn 1.000 cá thể cáo đảo sinh sống. Thức ăn của chúng là trái cây, côn trùng, chim, trứng, cua, thằn lằn và động vật có vú nhỏ. Cáo đảo thường hoạt động vào ban đêm, mặc dù nhiều nhất là vào lúc bình minh và hoàng hôn. Hoạt động cũng chúng cũng biến động theo mùa, đó là tích cực hơn vào ban ngày trong mùa hè hơn là vào mùa đông.
Cáo đảo không đe dọa tới con người, mặc dù lúc đầu chúng cho thấy sự hung hăng nhưng nhìn chung là chúng là loài hiền lành và khá dễ dàng để tiếp cận. Chúng truyền thông tin bằng cách sử dụng thính giác, khứu giác và tín hiệu hình ảnh. Cáo đảo phát ra âm thanh như tiếng sủa và gầm gừ. Chúng đánh dấu lãnh thổ bằng nước tiểu và phân.

## Hình ảnh

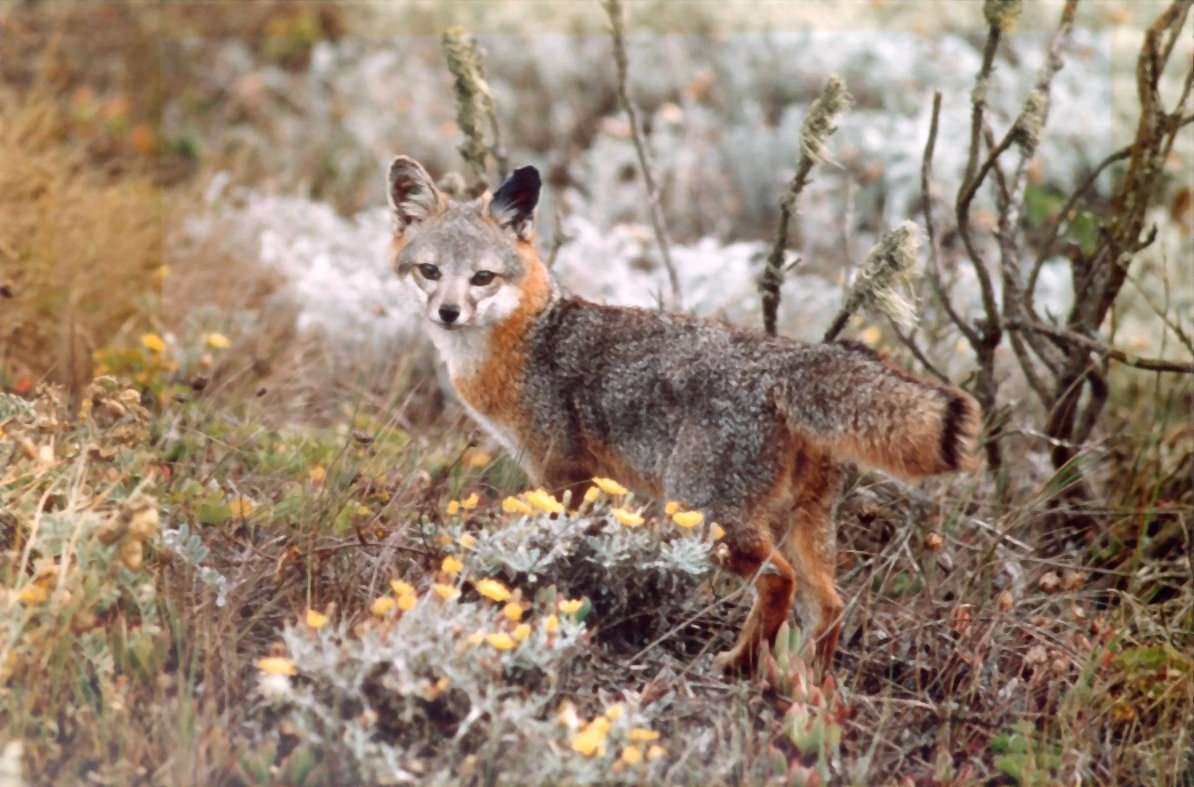
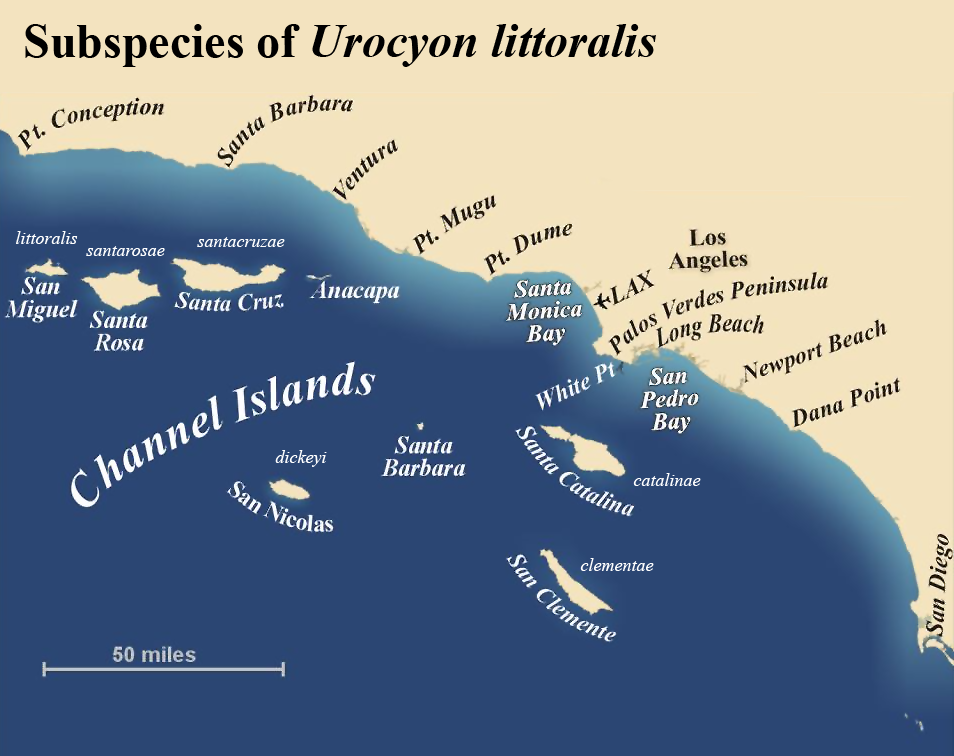
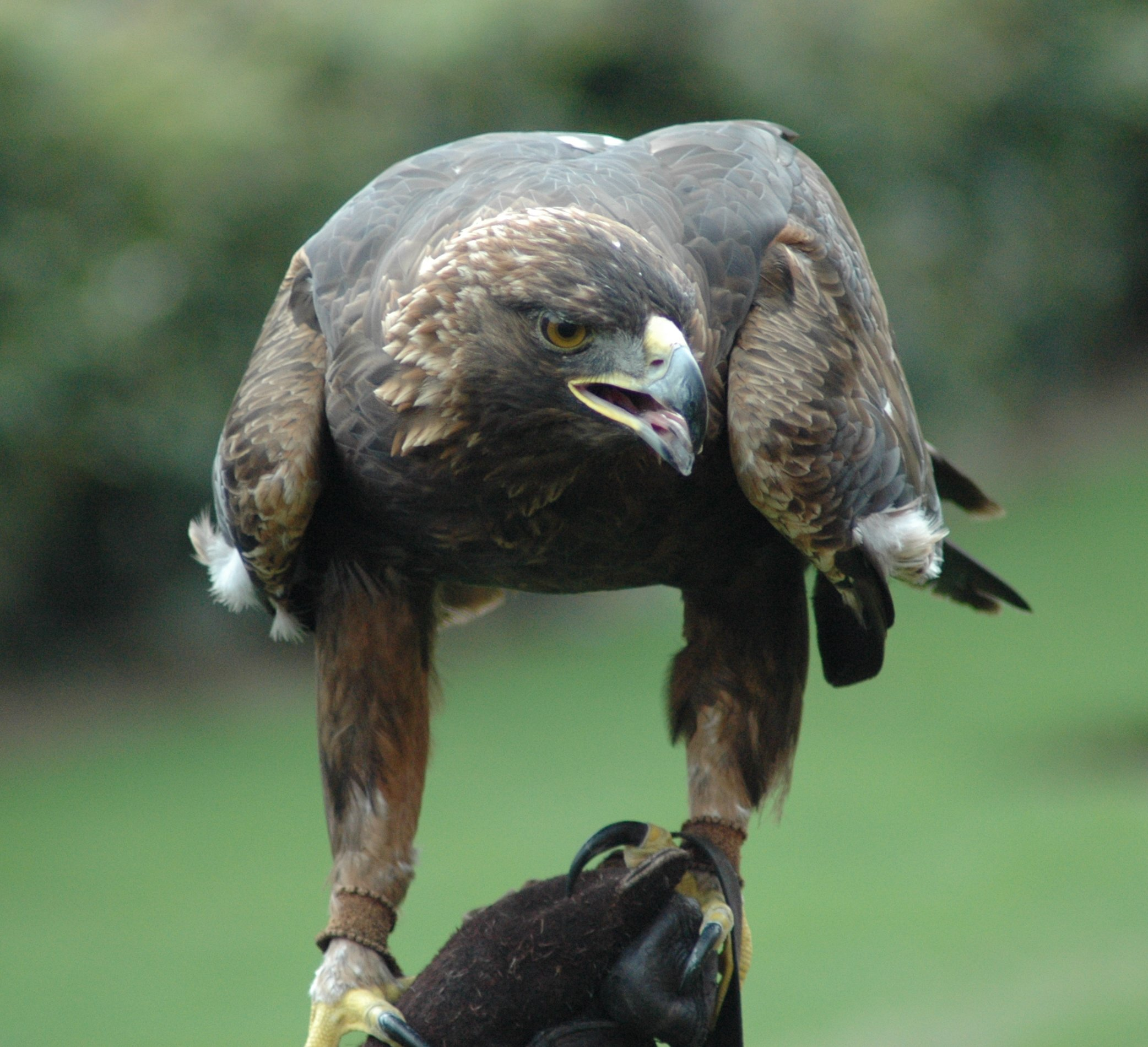
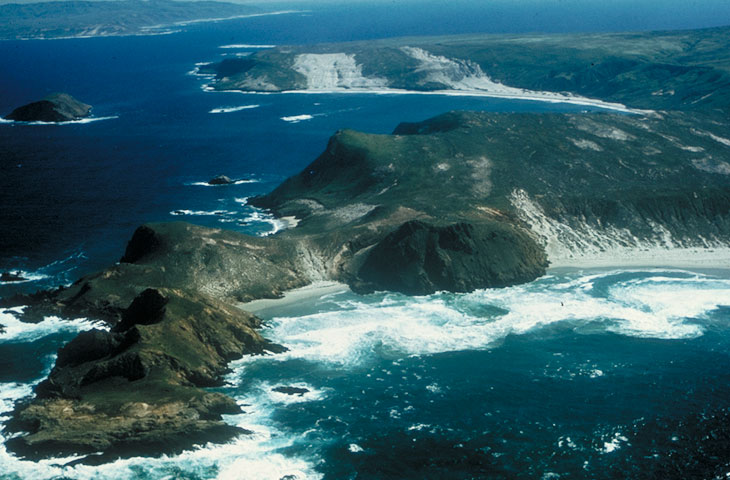